# Бибер, Эмилия
Эмилия Бибер (нем. Emilie Bieber, 6 октября 1810, Гамбург — 5 мая 1884, Гамбург) — одна из первых профессиональных фотографов в Германии своего времени.

## Биография
16 сентября 1852 года Эмилия Бибер открыла «Студию дагерротипии и фотографический институт» (нем. Daguerreotypie Atelier und Photographisches Institut) на Гросс-Беккерштрассе, 26 в Гамбурге. Совладелицей Бибер выступала другая женщина, Адельгунда Кётген. Двум женщинам было трудно утвердиться в этой профессии, преимущественно мужской в это время, и студия в Гамбурге вначале не приносила необходимого дохода. Эмилия Бибер подумывала о продаже дела, однако спустя какое-то время добилась определённых успехов. Особую популярность принесли ей фотопортреты, раскрашенные вручную. Принц Фридрих Карл Николай Прусский назначил её 31 октября 1872 года своим придворным фотографом. В том же году, расширяя дело, Бибер перенесла ателье в новое помещение по адресу Нойер Юнгфернштиг, 20. Дело Бибер продолжили в дальнейшем её племянник Леонард Берлин-Бибер (1841—1931) и его сын Эмиль Бибер (1878—1962).

## Работы

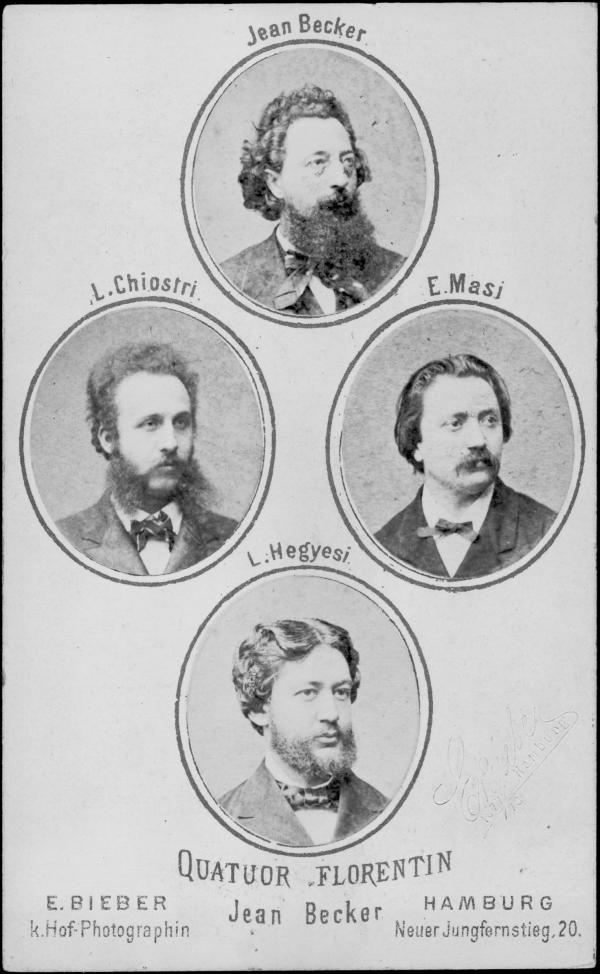
Флорентийский квартет (до 1880 г.)
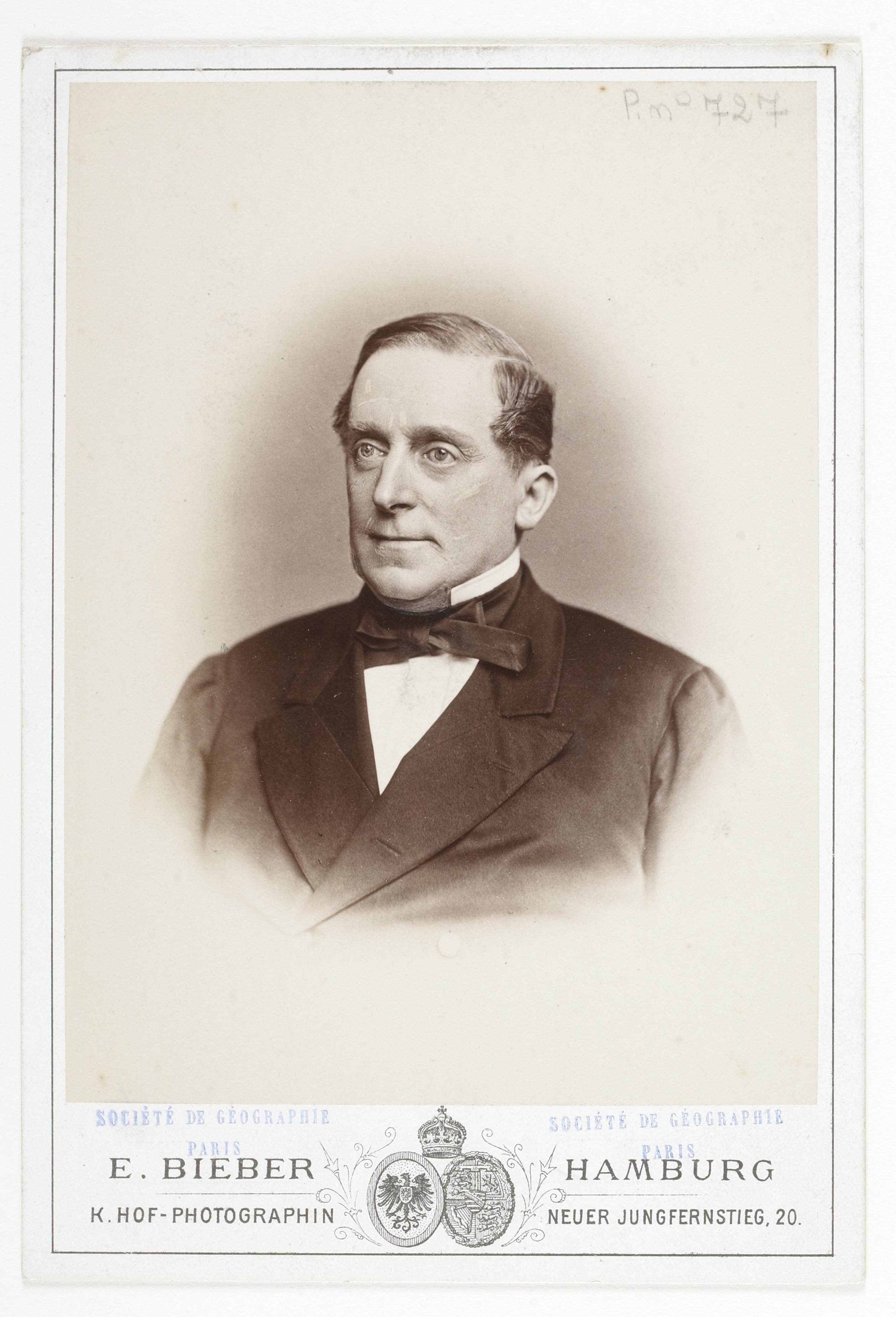
Иоганн Цезарь Годфруа, немецкий предприниматель и меценат (1885)